# Esculturas rupestres de Dazu
Las esculturas rupestres de Dazu, situadas en el condado de Dazu cerca de la ciudad china de Chongqing, forman una serie de excepcionales esculturas religiosas, fechadas principalmente del siglo VII al XIV. Fueron declaradas Patrimonio de la Humanidad por la Unesco en 1999.
Las más antiguas de estas obras datan del año 650 pero las más destacadas fueron realizadas entre el siglo IX y el siglo XII, periodo de plena expansión artística de la escultura rupestre china. En total hay 75 espacios protegidos que albergan unas 50.000 estatuas, inscripciones y epígrafes formados por más de 100.000 caracteres chinos.
Estas esculturas destacan especialmente por la gran riqueza de los sujetos representados, tanto los religiosos como los seglares, que forman una síntesis entre el budismo, el taoísmo y el confucianismo. Ofrecen también una representación de la vida en esa época, tanto de los príncipes y personajes públicos como de la gente modesta.
Están repartidas en los flancos de cinco montañas escarpadas de los alrededores de Dazu:
- monte Bei (Bei Shan): un acantilado de 300 m de longitud con más 10 000 esculturas, de ellas más de la mitad representan temas vinculados al budismo tántrico;.
- monte Baoding (Baoding Shan): este lugar, situado al borde de una garganta en forma de U, alberga dos grupos de esculturas consideradas como la apoteosis de la escultura rupestre china; destaca el Avalokitesvara de los 1.000 brazos (en realidad son 1.007);
- monte Nan (Nan Shan): el lugar alberga esculturas del siglo XII que muestran especialmente temas taoístas;
- monte Shizhuan (Shizhuan Shan): aquí se encuentran esculturas de finales del siglo XI que representan de modo separado imágenes budistas, taoístas y confucionistas;
- monte Shimen (Shimen Shan): en este lugar hay esculturas de la primera mitad del siglo XII que representan temas taoístas y budistas.

Esculturas rupestres de Dazu
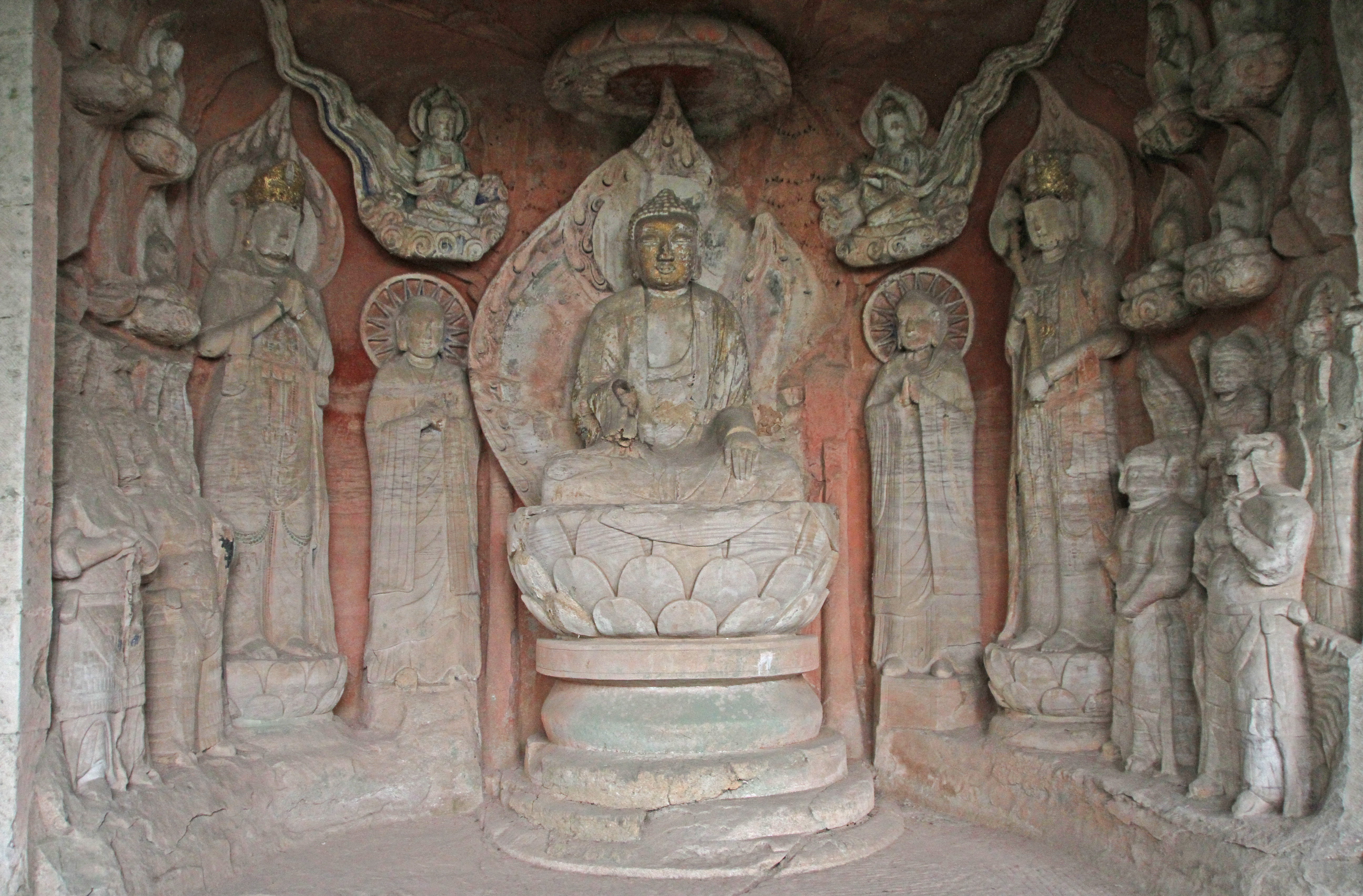
Bei Shan
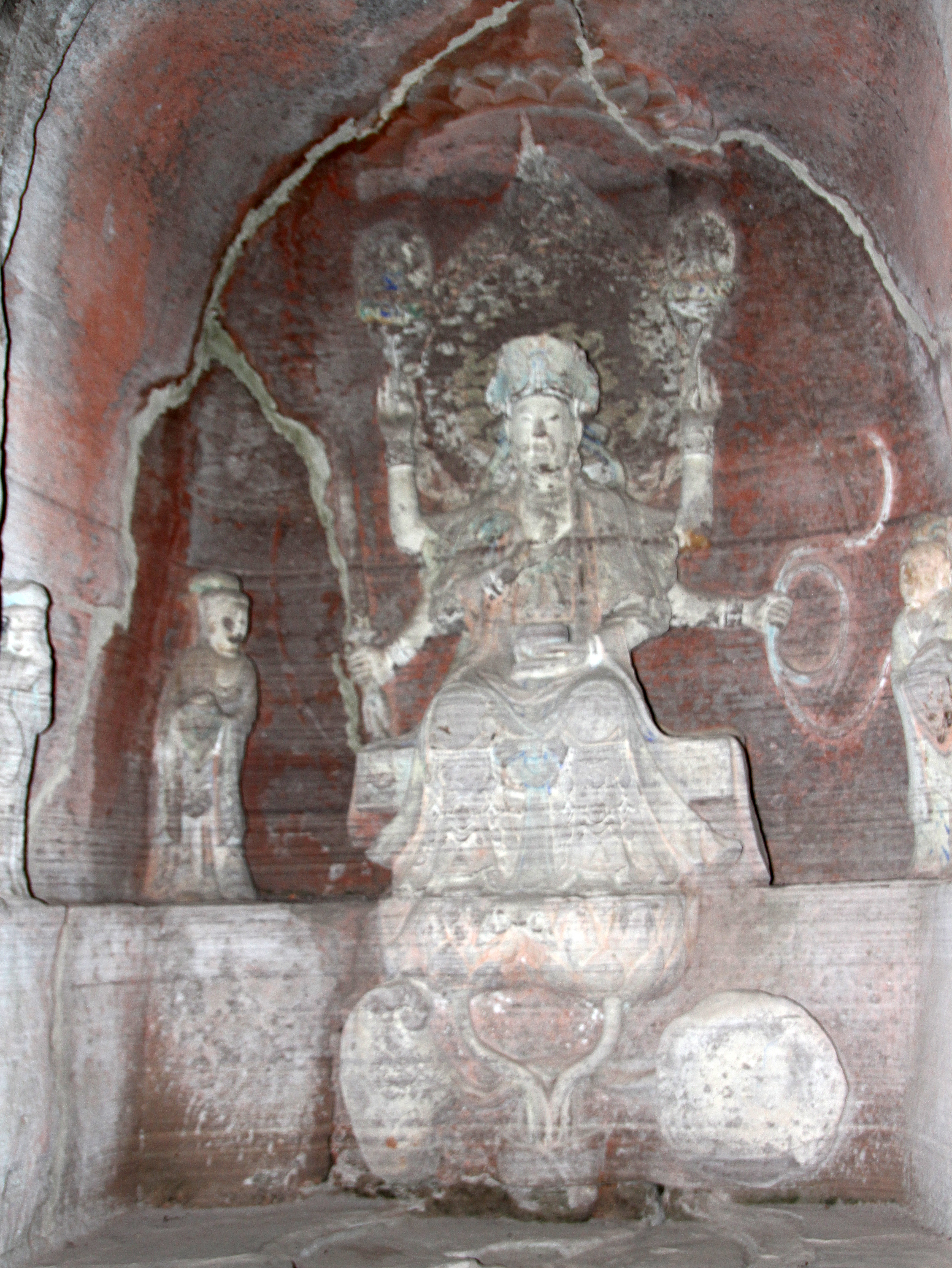
Bei Shan
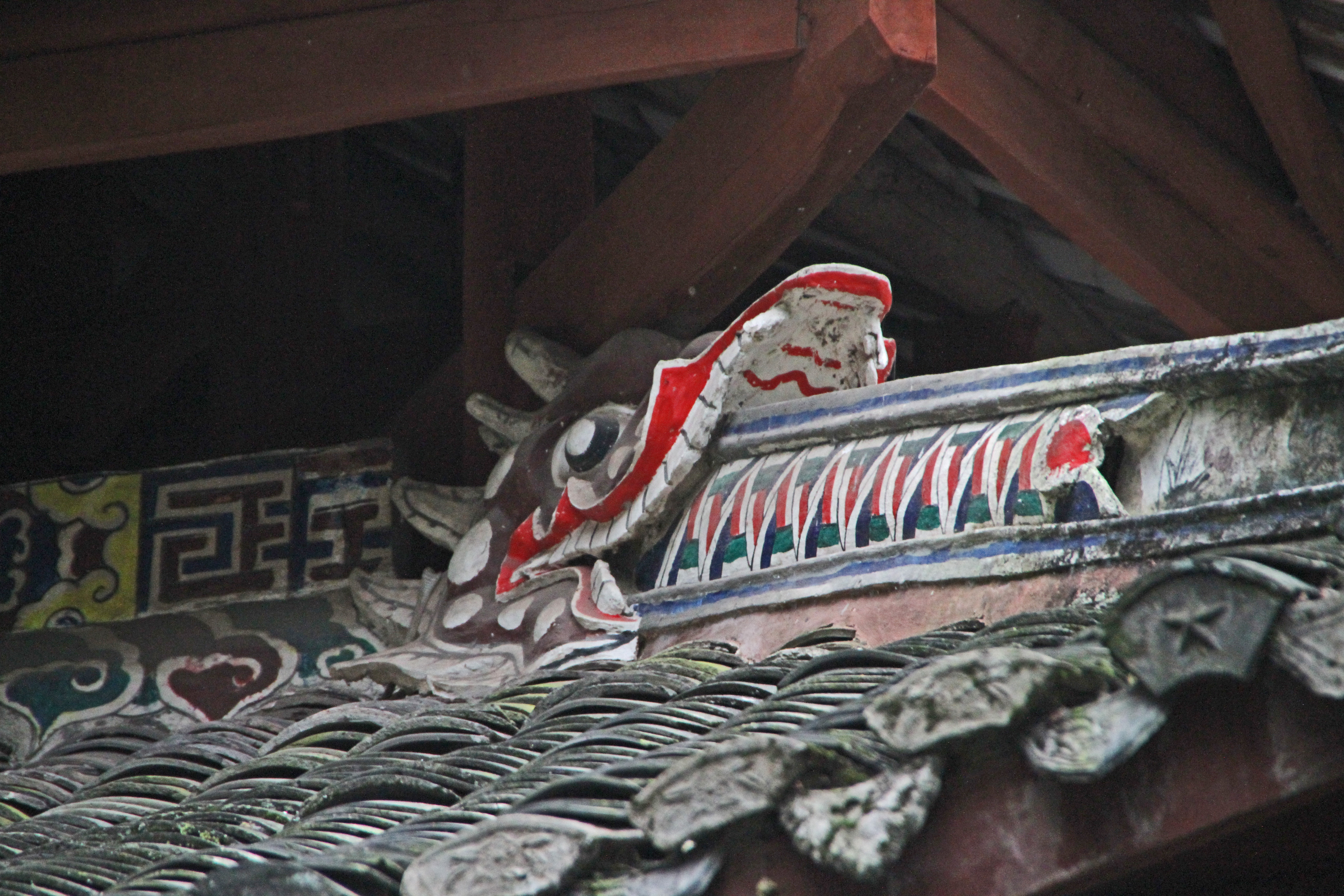
Bei Shan
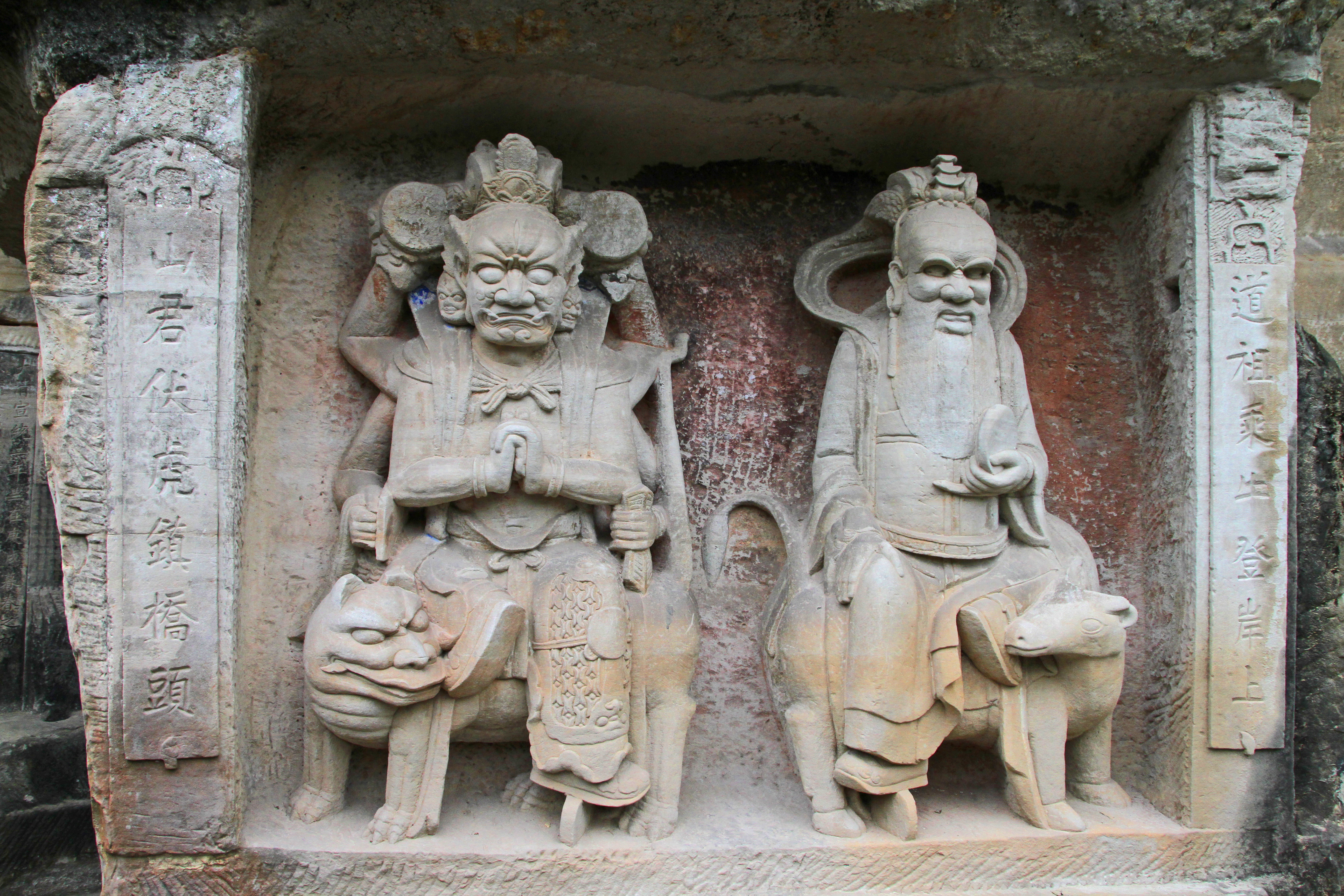
Baoding Shan
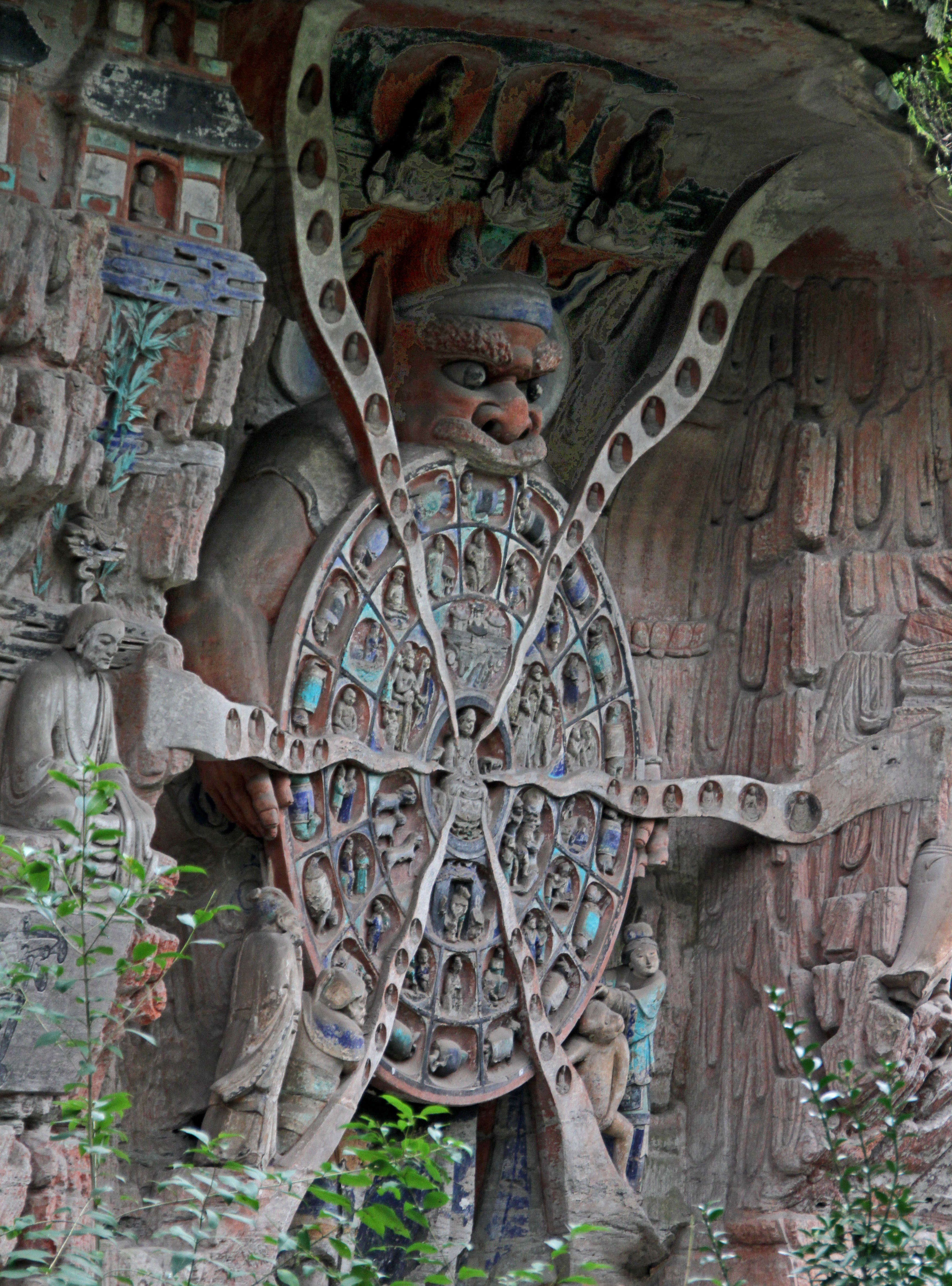
Baoding Shan
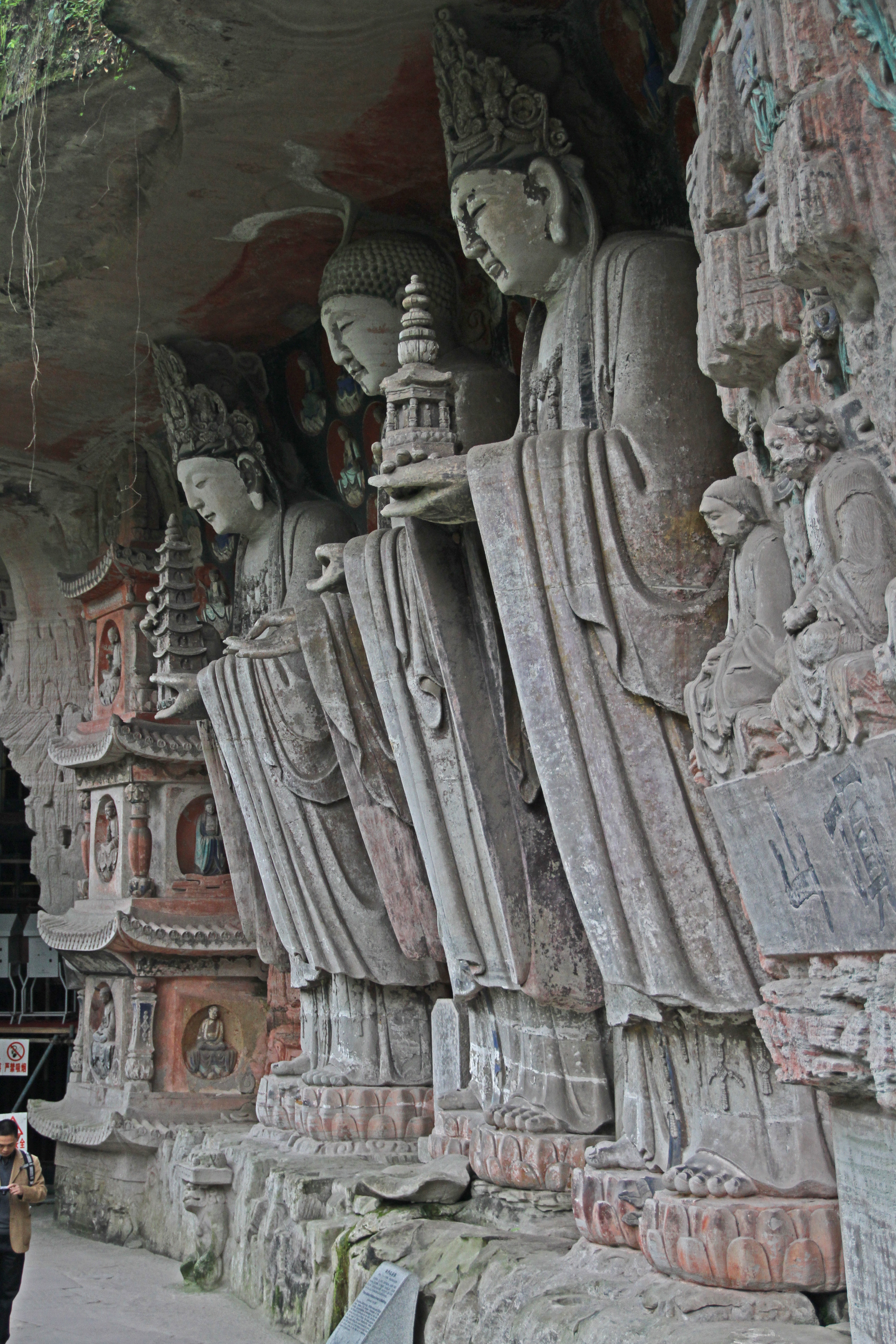
Baoding Shan
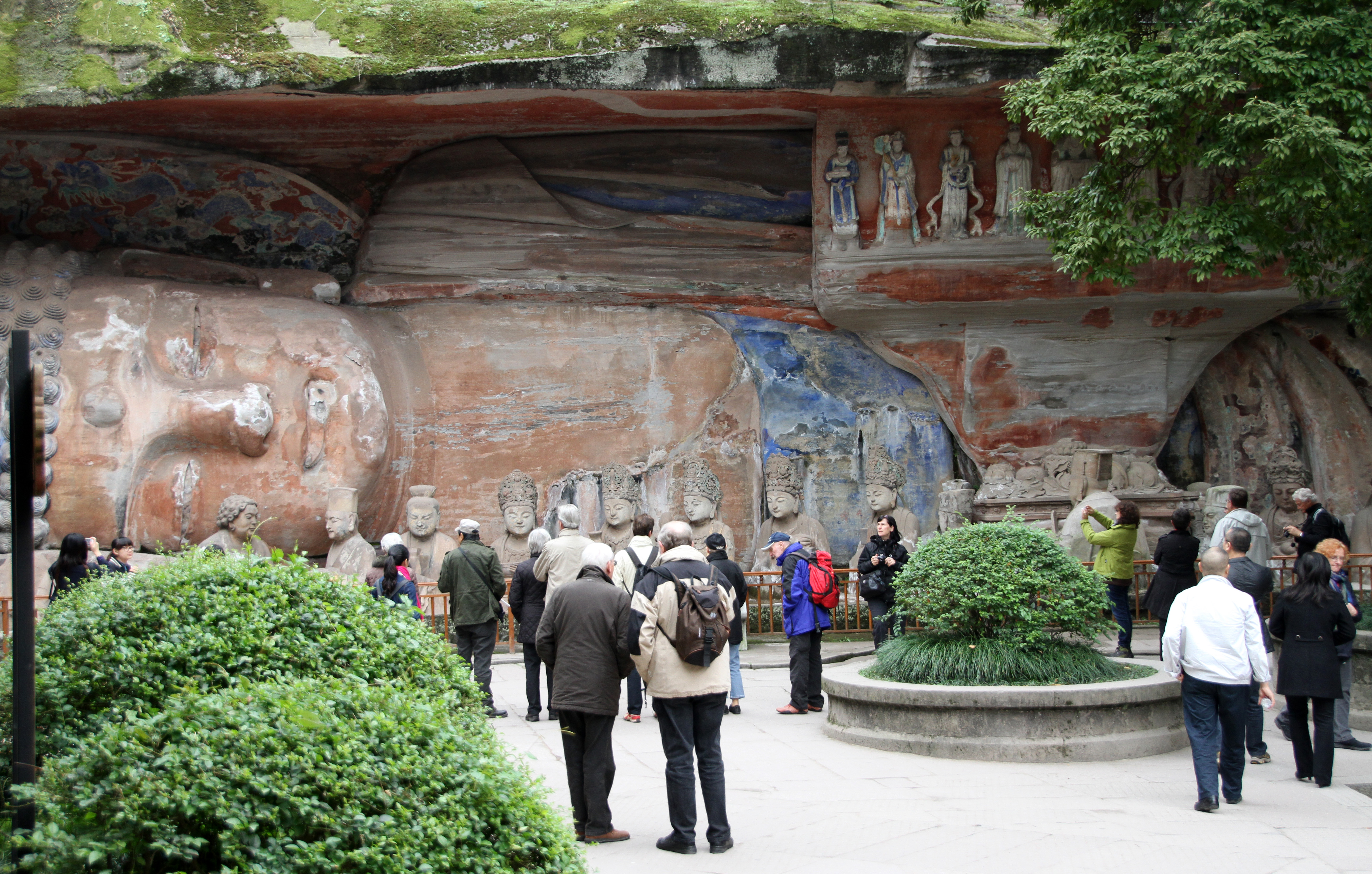
Baoding Shan
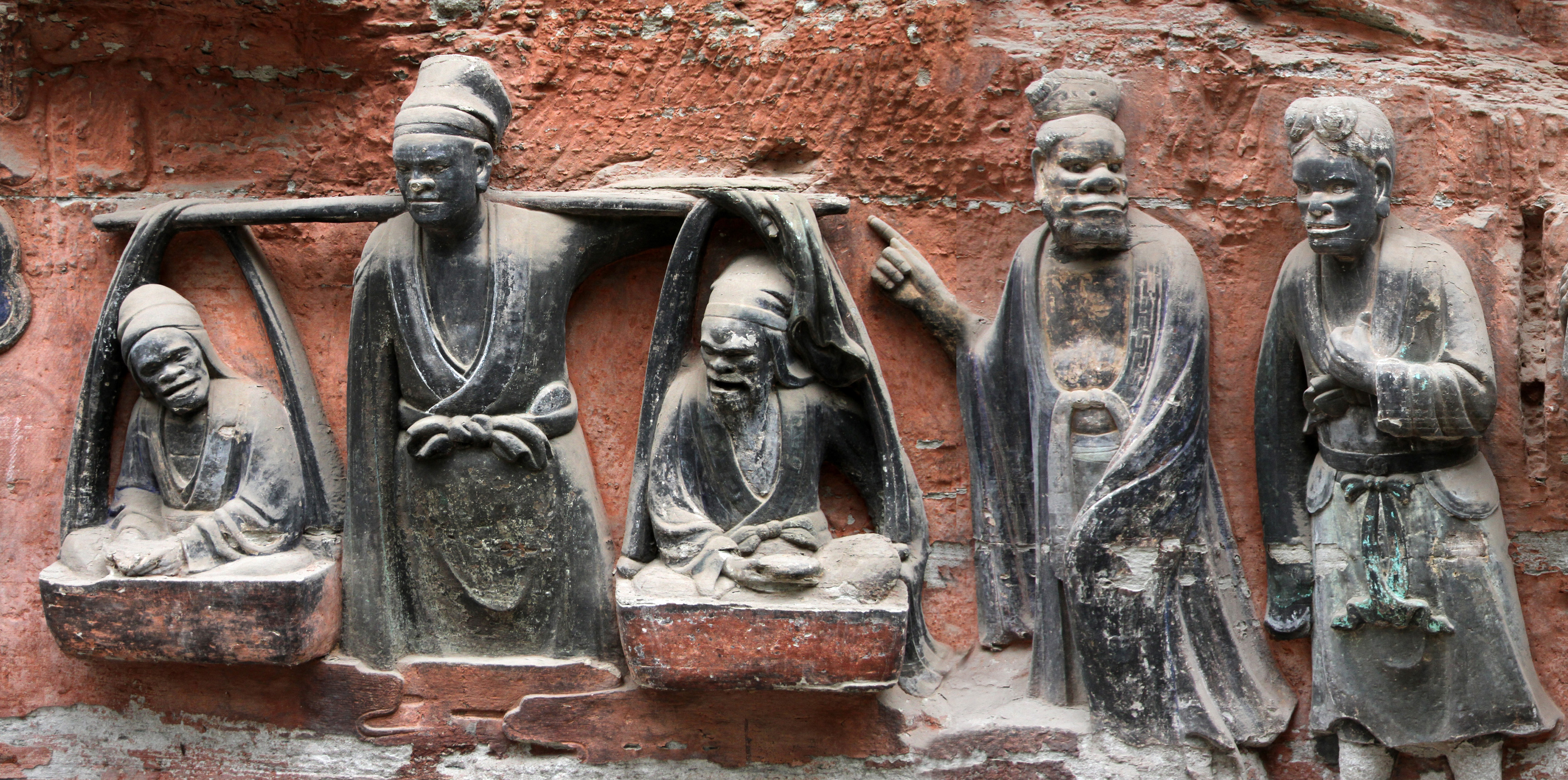
Baoding Shan
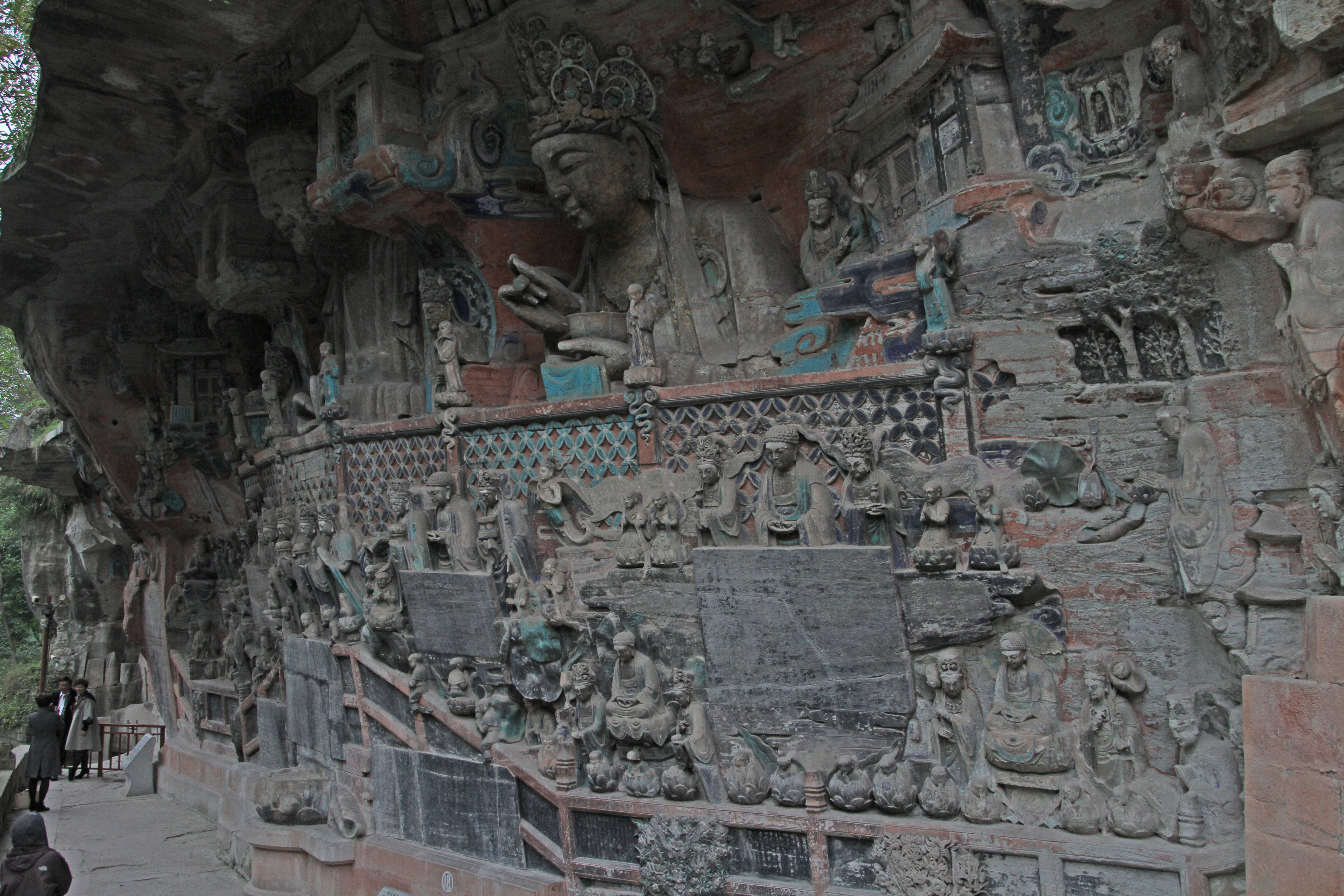
Baoding Shan
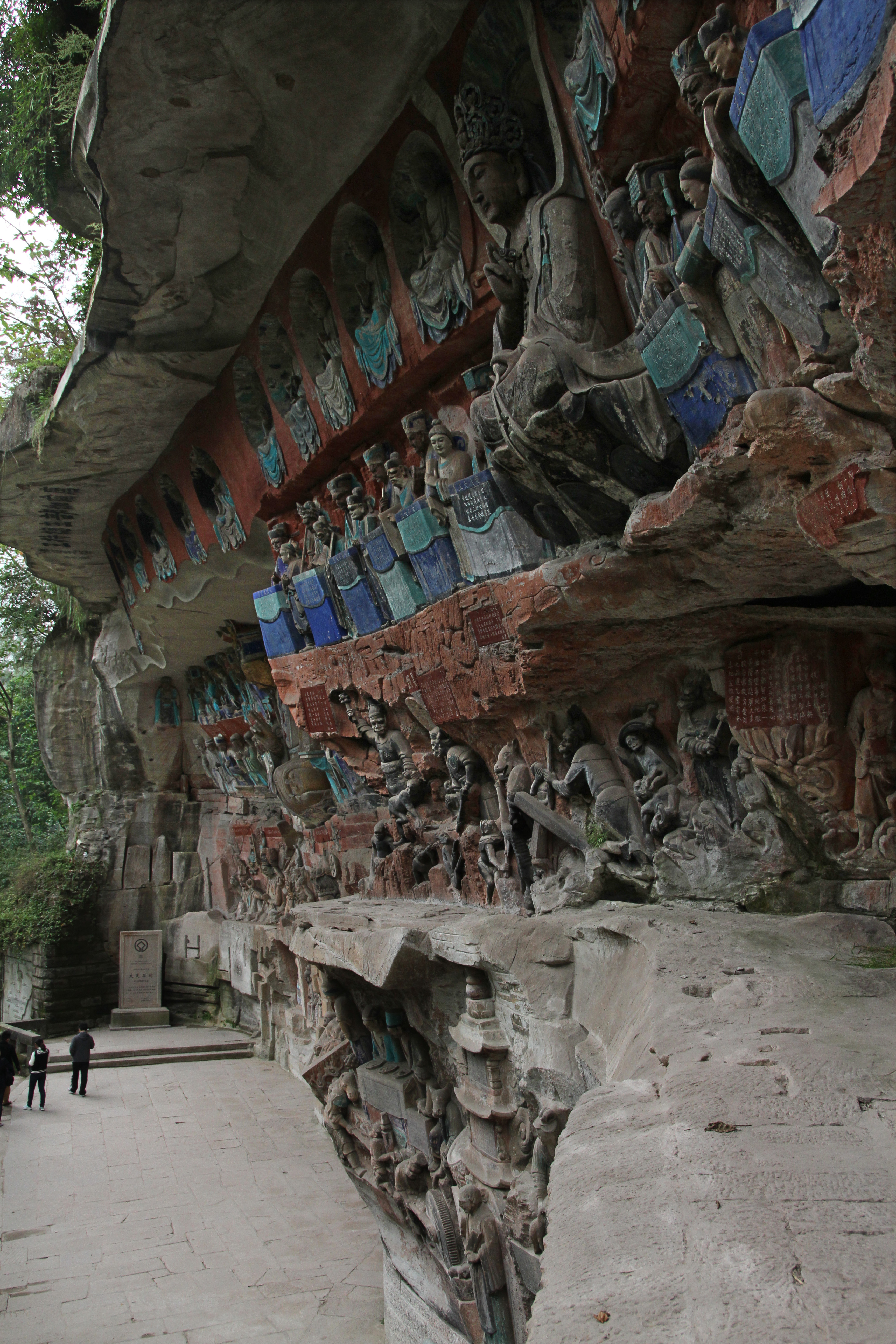
Baoding Shan